# Hermann Kuen
Hermann Kuen (Sulzberg, 31 januari 1921 - aldaar, 26 juli 2009) was een Duitse componist, dirigent en leraar.

## Levensloop
Kuen werd geboren in een muzikaal gezin. Zijn vader Paul Kuen (1878-1962) was leraar, organist en dirigent. Hermann kwam vroeg in contact met de muziek. Na de Tweede Wereldoorlog studeerde hij pedagogiek en muziek. Vanaf 1951 was hij dirigent van de Musikkapelle Sulzberg en van 1968 tot 1988 Bondsdirigent van de Allgäu-Schwäbische Musikbund in Kempten en was in zijn laatste jaren ere-dirigent van deze federatie. Als componist schreef hij verschillende marsen voor harmonieorkest, zoals de ASM-Marsch - Marsch des Allgäu-Schwäbischen Musikbundes (1980), de Frundsberg-Marsch - Marsch des Landkreises Unterallgäu (1983) en de mars Mit Energie und Kraft. 